# 周九银
周九银（1908年11月—1979年10月31日），湖南湘阴文洲唐家湖村人。中华人民共和国政治人物。

## 生平
1920年，随父母逃荒迁居湖北石首溜口村。1929年，加入中国共产主义青年团。1931年，参加中国工农红军，同年转入中国共产党。曾任湘鄂西红3军9师25团排长，红7师经理处粮秣员，红7师20团军需长，红2军团第4师12团供给处主任。参加了湘鄂西、湘鄂川黔苏区反围剿战争和长征。抗日战争时期，先后任八路军第120师358旅军械股股长、师军械科科长，军区军实科科长兼被服厂厂长，参与领导创办军工厂工作。抗日战争胜利后，继续担任晋绥军区军工厂厂长。1949年2月任第一野战军后勤部军需部副部长，西北军区后勤部军需部副部长，参与领导了西南战役中的军需供应工作。
中华人民共和国成立后，先后任西南军区后勤部军需部部长，军需生产部部长，总后勤部军需生产部西南生产管理局开国将帅局长。1957年3月，任军需生产部部长。1960年9月，任军需部政治委员。1964年，授予少将军衔。1966年5月，起任工厂管理部政治委员，新疆生产建设兵团副政治委员。曾获二级八一勋章、二级独立自由勋章、二级解放勋章。1979年10月31日，在北京逝世。